# 교린
교린(交隣)은 조선의 외교정책에 관한 개념어로, 문자 그대로의 뜻은 '이웃나라와 사귄다'는 것이다. 이 용어는 '맹자'에서 유래된 것인데, 본래 그 어원상으로는 모든 나라에 대한 외교 관계를 총칭하는 넓은 의미의 포괄적 표현이었으나, 조선 전기에는 사대의 대상인 중국을 제외한 다른 나라들과의 외교관계를 묘사하는데 주로 쓰이다가, 조선 후기에 들어서는 일본과의 양자 외교관계를 묘사하는 용어로 고착되었다.

## 어원
'교린'이라는 용어는 유교 경전 '맹자'를 통해 널리 알려진 개념어이나, 이때의 용법은 사대(事大)에 대비되는 개념이 아니라 오히려 이를 포함하는 더 넓은 의미의 개념어로써 큰 나라와 작은 나라가 서로 지켜야 할 유교적 외교원리인 '사대'(事大)와 '사소'(事小)를 아우르는 것이었다.:66 예를 들어 맹자의 '교린국장(交隣國章)'에 기록된 맹자와 제 선왕 사이의 문답에 의하면, 제 선왕이 "'교린(交隣)'에 도가 있습니까?'라고 묻자 맹자는 "오직 어진 사람이라야 큰 나라로서 작은 나라를 섬길 수 있으며,[惟仁者為能以大事小] … 오직 지혜로운 사람이라야 작은 나라로서 큰 나라를 섬길 수 있습니다.[惟智者為能以小事大] … "라고 대답하였는데, 이는 맹자에서 교린의 개념이 사대와 대비되는 개념이 아니라 더 포괄적인 개념어였음을 보여준다.:82-83

## 용례와 역사
'맹자'에서 처음 등장한 광의적·다의적 개념어로서의 교린은 고려 시대까지는 별다른 주목을 받지 못하다가, 조선 전기에 들어서는 '사대'에 대비되는 용어로써 그 용법이 변화하는 모습을 보이게 된다. 1413년 조선 초기 사헌부의 상소에는 "사대하기를 정성으로 하고 교린하기를 신의로 한다.[事大以誠, 交隣以信]"는 표현이 등장하는데, 이는 교린이 사대와 대비되는 의미로 쓰인 가장 이른 시기의 용례 중 하나다. 또 다른 용례는 1554년 '고사촬요'(攷事撮要)에 쓰인 것으로 여기서는 사대·교린의 대상으로 중국, 일본, 여진족을 들고 있는바 교린의 대상이 사대의 대상인 중국 외에 나머지 국가들을 가리키는 의미로 쓰인 것으로 볼 수 있다.
그러나 이러한 용례들은 15~16세기의 조선 전기 시대에 드물게 발견되는 몇 가지 사례에 불과한 것으로, 전체적으로 살펴볼 때 조선 전기에 '교린'이라는 개념어는 15세기까지 외교 관계에서 그다지 널리 쓰이지 않는 어휘였으며, 16세기 중반까지도 개념정의 자체가 불분명한 용어였다.:305-307 예를 들어 '교린'이 단지 상호주의적·호혜적인 외교관계를 의미하는 것인지, 또는 일본, 류큐국 또는 여진족에 대해 조선을 상국으로 하는 계서적인 외교원리를 의미하는 것인지를 두고 조선 내에서는 약간의 의문만이 제기되었을 뿐 이를 정리한 이론 체계가 한 번도 제시되지 않았다.:156-157
조선 후기 시대에 들어서자, '교린'은 '중국을 제외한 다른 나라들과의 외교관계'를 포괄하는 용어에서 '일본과의 외교관계'를 가리키는 어휘로 그 의미가 구체화되며 비로소 여러 공식 문서들에 널리 쓰이게 된다. 이는 당대 동아시아권의 국제질서 변화에 연유한 것으로, 명청 전쟁을 거쳐 청나라가 성립하며 중국 대륙과의 외교 창구가 단일화되고, 한편으로 태평양 방면에서는 17세기 초에 류큐국이 일본의 조공국이 되자 중국, 일본 외에 조선이 외교할 상대가 남아있지 않게 되었기 때문이다. 한편으로 조선이 스스로를 소중화로 여기며 일본에 대한 우월의식을 갖고 있었을 때, 일본 역시 스스로를 천하의 중심으로 여기며 조선 통신사를 조공사절로 여기고 있었지만, 이러한 상호 간의 우월의식은 전면적 충돌로 비화하지는 않았다. 이러한 상황 아래에서 교린이 상호주의적 개념인지 또는 조선을 상국으로 하는 계서적인 개념인지의 여부는 점차 별다른 문제가 되지 않게 되었다.:158

## 같이 보기
- 조선의 대외 관계
- 사대